# جسی جیمز (فیلم ۱۹۲۷)
«جسی جیمز» (انگلیسی: Jesse James (1927 film)) یک فیلم به کارگردانی لوید اینگراهام است که در سال ۱۹۲۷ منتشر شد.